# روزنامه خاطرات اعتمادالسلطنه
روزنامهٔ خاطرات اعتمادالسلطنه خاطرات محمدحسن صنیع‌الدوله ملقب به «اعتمادالسلطنه» است. این کتاب از منابع سودمند مطالعهٔ تاریخ سیاسی و اجتماعی دورهٔ قاجاریه محسوب می‌شود. اعتمادالسلطنه که از رجال دربار ناصرالدین‌شاه بود، در روزنامه خاطرات خود، وقایع سیاسی و اتفاق‌های دربار را در ۱۵ سال آخر عمرش ثبت کرده است که شامل سال‌های ۱۲۹۸ تا ۱۳۱۳ قمری برابر با ۱۸۸۰ تا ۱۸۹۵ میلادی می‌شود. وی چون به دربار شاه راه داشت، نکته‌های قابل توجهی از زندگی رجال، وضع اجتماعی، زدوبندهای سیاسی و مسائل پشت پرده به نگارش درآورده است.
متن کامل این کتاب در سال ۱۳۴۵ به کوشش ایرج افشار براساس نسخهٔ آستان قدس رضوی منتشر شده است.